# Сеттатират
Сеттатират (лаос. ເສດຖາທິຣາດ; 1534—1571) — король Лаоса (государства Лансанг), один из выдающихся исторических лидеров страны. Ему удалось противостоять бирманским завоевателям и отстоять Лаос, в то время бирманский король Байиннаун занял Ланна (1558) и Аютию (1564) и проводил агрессивную политику экспансии.
Сеттатират также укреплял буддизм, и построил храм Ват Сиенг Тхонг в Луанг-Прабанге, а также Пха Тхатлуанг во Вьентьяне. В 1571 году король был убит в результате заговора в возрасте 38 лет.
Так как король не оставил наследников, после его смерти началась междоусобица, которая в конце концов привела к гибели династии и занятию страны бирманцами в 1574 году.